# Крылова, Анна Анатольевна
Анна Анатольевна Крылова (в девичестве — Куропаткина; род. 3 октября 1985, Каменск-Шахтинский, Ростовская область) — российская легкоатлетка (тройной прыжок). Чемпионка России в помещении (2012).

## Биография
Анна Анатольевна Куропаткина родилась 3 октября 1985 года в Каменске-Шахтинском.
На российских соревнованиях первоначально представляла Санкт-Петербург и Ростовскую область, с 2011 года — Санкт-Петербург и Татарстан, с 2017 года — Татарстан.
В 2012 году вышла замуж и взяла фамилию супруга.
В 2017 году стала победительницей соревнований по лёгкой атлетике «Русская зима» и «Мемориал братьев Знаменских».

## Основные результаты

### Международные
| Год  | Соревнования                    | Место проведения          | Место | Результат |
| ---- | ------------------------------- | ------------------------- | ----- | --------- |
| 2007 | Чемпионат Европы среди молодёжи | Дебрецен, Венгрия         | 4     | 13,92 м   |
| 2007 | Летняя Универсиада              | Бангкок, Таиланд          | 8     | 13,59 м   |
| 2011 | Чемпионат мира                  | Тэгу, Республика Корея    | 7     | 14,23 м   |
| 2012 | Чемпионат мира в помещении      | Стамбул, Турция           | 6     | 14,21 м   |
| 2018 | Чемпионат мира в помещении      | Бирмингем, Великобритания | 15    | 13,75 м   |

| Год  | Соревнования                 | Место проведения | Место | Результат |
| ---- | ---------------------------- | ---------------- | ----- | --------- |
| 2009 | Чемпионат России в помещении | Москва           | 2     | 14,14 м   |
| 2011 | Чемпионат России             | Чебоксары        | 2     | 14,24 м   |
| 2012 | Чемпионат России в помещении | Москва           | 1     | 14,31 м   |
| 2013 | Чемпионат России             | Москва           | 3     | 14,17 м   |
| 2014 | Чемпионат России             | Казань           | 9     | 13,58 м   |
| 2016 | Чемпионат России             | Чебоксары        | 10    | 13,60 м   |
| 2017 | Чемпионат России в помещении | Москва           | 3     | 13,83 м   |
| 2017 | Чемпионат России             | Жуковский        | 3     | 13,97 м   |
| 2018 | Чемпионат России в помещении | Москва           | 4     | 13,86 м   |
| 2019 | Чемпионат России             | Чебоксары        | 2     | 13,89 м   |
| 2019 | Чемпионат России             | Сочи             | 3     | 13,91 м   |